# 炎神戦隊ゴーオンジャー
『炎神戦隊ゴーオンジャー』（エンジンせんたいゴーオンジャー、欧文表記:ENGINE SENTAI GO-ONGER）は、2008年2月17日から2009年2月8日まで、テレビ朝日系列で毎週日曜7時30分 - 8時（JST）に全50話が放送された、東映制作の特撮テレビドラマ、および作中で主人公たちが変身するヒーローの名称。
ハイビジョン制作（地上アナログ放送ではレターボックス放送）、字幕放送。また、地上デジタル放送とワンセグではスーパー戦隊シリーズとしては初めて番組連動データ放送を実施した。
キャッチコピーは、「マッハ全開で突っ走る俺たちの合言葉は "ゴーオン!" 」。

## 概要
本作品のモチーフはスーパー戦隊シリーズでも度々採用されてきた自動車であるが、本作品では乗り物と動物の両方の特性を併せ持った、意思を持つ機械生命体炎神（）として描かれており、この炎神と人間たちの物語も、本作品の重要な部分を占めている。玩具展開においても、炎神の魂が入っているという設定の炎神ソウルがなりきり玩具とロボット玩具共用の音声ユニットとして発売され、劇中描写と相まって人気となった。この炎神ソウルは、玩具売場のみならず食玩・ガシャポン・雑誌付録など多方面に展開するというビジネスモデルを確立し、以後のスーパー戦隊シリーズのみならず『仮面ライダーW』のガイアメモリなどの音声連動アイテムに継承された。
ストーリー面は、前作と打って変わり単純明快な「勧善懲悪」の展開が志向された。明快な人間関係やエピソードのわかりやすさを重視し、設定を掘り下げることよりも、時に強引な展開になったとしても瞬時に物事を解決してゆくスピード感が強調されている。東映プロデューサーの日笠淳は、主人公側を明るく前向きに表現することを心がけた結果、それが視聴者にも受け入れられ加速し、敵側までも引っ張られる結果になったことを語っている。
放送開始に先駆け、2007年12月30日放送の特番『クレヨンしんちゃん&ドラえもん! 朝からどドーンと150分SP』にて、番組中で野原しんのすけと共演する形で本作品の映像や、オープニングテーマの一部が初めて披露されたほか、従来は放送開始1、2週間前に行われるプレミア発表会も放送約1カ月前に前倒しされた。
オープニングのタイトルコールおよび本編における名乗りは「ゴー!! オンジャー!」と途中で区切る形になっている。
次作の『侍戦隊シンケンジャー』からビデオ撮影（デジタルシネマカメラ「レッド・ワン」を使用）に移行したため、本作品は戦隊シリーズ、そして一般のテレビ放送の作品としては事実上最後のフィルム撮影・オールアフレコの作品となった。

## あらすじ
意思を持ち、言葉を話す乗り物型の機械生命体「炎神」。彼らが住む異世界・マシンワールドでは、汚れた環境を好み公害を撒き散らそうとする機械生命体「蛮機族ガイアーク」が猛威を振るっていた。勇敢な炎神・スピードルたちが戦い勝利を果たしたものの、ガイアークたちは別の世界へと逃亡していった。
それから半年後。人間たちが暮らす地球=ヒューマンワールドにガイアークが出現。次々と地球の大気を汚していくガイアークの前に、3人の若者が立ちはだかる。彼らこそ、ガイアークを追ってヒューマンワールドへやって来た炎神とともに戦う正義の味方、炎神戦隊ゴーオンジャーだった。
そんなゴーオンジャーたちの姿を見た2人の若者もまた、ガイアークと戦う決意をする。紆余曲折を経て5人となったゴーオンジャーは、気持ちも新たにガイアークと戦っていく。

## 世界観
本作品の世界観にはブレーンワールドの概念が取り入れられており、ヒューマンワールドやマシンワールドをふくめ、全部で11の次元が膜のように並列に存在することがボンパーによって語られている。またこれとは別に、走輔の妄想の中に現れたスピードルが語った世界として「エンジェルワールド」の名称も登場している。本作品の敵は後述のガイアークに限らず、他のブレーンワールドから来るものも存在し、中にはガイアークにとっても脅威である者もいる。
ヒューマンワールド
物語の主な舞台。かつて恐竜が生息していたころは「ダイナワールド」と呼ばれていたが、ホロンデルタールと呼ばれる古代の蛮機族によって滅ぼされたとされる。
マシンワールド
炎神やガイアークなどの機械生命体の住まう世界。劇中に登場した惑星では高速道路のような道が一般歩道として機能している。
ジャンクワールド 
ガイアークが所有する廃棄物だらけの世界。魔女博士オーセンが住んでいる。
サムライワールド
日本の江戸時代に似た世界で、『炎神戦隊ゴーオンジャー BUNBUN!BANBAN!劇場BANG!!』の舞台にもなった。伐鬼や晴之助・照之助兄弟など、テレビシリーズ本編にもこの世界出身の者がたびたび登場した。
『侍戦隊シンケンジャーVSゴーオンジャー』にも登場。
サウンドワールド
音の溢れる世界で、ロムビアコと呼ばれる生物が生息していた。後にヨゴシマクリタインらによって滅ぼされたことが語られている。
ストーミーワールド
無数の竜巻と高波が渦巻く世界で、ワメイクルと呼ばれる生物が生息する。
マジックワールド
魔法の世界。劇中ではこの世界より魔法の書と杖が飛来した他、ヨゴシマクリタインらによって滅ぼされたことが語られている。
プリズムワールド
ヨゴシマクリタインらによって滅ぼされたとされるブレーンワールドのひとつ。劇中では名称が語られるのみに留まっている。
クリスマスワールド
サンタクロースの住まう世界。劇中では毎年クリスマスになるとこの世界よりサンタクロースがヒューマンワールドに飛来するとされる。
『侍戦隊シンケンジャーVSゴーオンジャー』で登場。詳細は侍戦隊シンケンジャーVSゴーオンジャー 銀幕BANG!!を参照。
グラスワールド
GP-FINALにおいて、名称のみ明らかにされたブレーンワールド。
『侍戦隊シンケンジャーVSゴーオンジャー』で登場。詳細は侍戦隊シンケンジャーVSゴーオンジャー 銀幕BANG!!を参照。
ガンマンワールド
GP-FINALにおいて、名称のみ明らかにされたブレーンワールド。
『侍戦隊シンケンジャーVSゴーオンジャー』で登場。詳細は侍戦隊シンケンジャーVSゴーオンジャー 銀幕BANG!!を参照。
リフレッシュホール
ヒューマンワールドとは異なる空間に存在する、正月にのみ開かれる癒しの空間。この空間の中では炎神たちはマシンワールド同様、本来の姿を保ち続けることができる。

## 正義の味方の装備・戦力

### ゴーオンスーツ
ゴーオンジャーとゴーオンウイングスが変身時に装着する強化スーツ。変身のプロセスはボディにスーツが装着された後に空中に出現したマスクを両手にとって、「メットオン！」と発声しながら被り装着完了する。装着した人間のパワー、スピード、ジャンプ力を15から17倍に強化する。材質はESファブリックス。ベルトのゴーオンバックルは各ソウル（後述）を収納出来るホルスターとなっている。
変身解除だけでなく、スーツを着用したままマスクを外すことも可能で、GP-41で、ゴーオンゴールドこと大翔が戦いながらマスクの着脱を繰り返す場面も見られた。
ゴーオンジャー用ゴーオンスーツはブーツに装着者を自動車のように高速走行させたり、腕や脛に備わったタイヤ（レッド、ブルー、イエロー）や歯車（グリーン、ブラック）といったゴーオンシリンダーを回転させて攻撃できる機能を持ち、マスクは各相棒の炎神の動物面を模したデザインとなっている。
- デザインは、ゴーオンジャーはカーレーサーを、ゴーオンウイングスはパイロットをそれぞれイメージしている[11]。

### 変身アイテム
上部に炎神ソウルを基に作られた「チェンジソウル」（後述）をセットし、「レッツ! ゴー・オン!」の掛け声とともに変身する。ソウルエナジーチャージャーにセットしてエネルギーを補充することができる。
炎神ソウルをセットすることで炎神と会話することもできる。
ゴーフォン
レッド、ブルー、イエローが使用する携帯電話型の変身アイテム。変身の際はT字型のキーを押し上げる。また、炎神を操縦する際はハンドルの一部になる。携帯電話の機能に加え、変身後はベルト左側のホルダーに収納される。
シフトチェンジャー
グリーンとブラックが使用するブレス型の変身アイテム。左腕に装備されている。変身の際はT字型のシフトレバーをPの位置からDの位置へ押し上げる。また、炎神を操縦する際はゴーフォン同様、ハンドルの一部になる。変身後も左腕に装備されている。
ウイングトリガー
ゴーオンウイングスが使用する操縦桿型の変身アイテム。変身の際は後ろ側の赤いボタンを押す。炎神のコックピットにセットして操縦したり、目に見えない敵をサーチしたりできる他、カメラやGPSといった本来の携帯電話の機能も備わっており、変身後はベルト右側のホルスターにセットされる。

### ソウル
炎神を呼び出したり、必殺技の発動の際に使用されるメモリーカード風の小型ユニット。
炎神ソウル
炎神の魂が入ったソウル。炎神キャストにセットすることで本来の姿に戻れる（炎神キャストに関しては炎神戦隊ゴーオンジャーの登場人物#炎神を参照）他、マンタンガンなどの装備にセットして炎神の力を攻撃に転用することも可能である。他のソウルと異なり数十センチ程度の移動こそ可能であるものの、大抵の場合ソウルの状態では移動範囲が著しく限定されることから、通常はパートナーとなった人物が所持している。よって変身アイテムにそれを入れるとその液晶から炎神がヴァーチャル映像で出現する。
チェンジソウル
ボンパーが炎神ソウルを参考に作成したソウル。ゴーオンスーツを次元内蔵しており、変身の際に使用される。3タイプが存在し、使用する変身アイテムによって区別される。
ブラスターソウル
ハンドルブラスターやウイングブースターにセットすることで、エンジンオーG6・G9・G12それぞれの必殺技を発動させる。
キューユソウル
連が開発したソウル。マンタンガンにセットして撃つと、炎神がエネルギーで満たされる。
トーコンソウル
ゴローダーGTを巨大化させるためのソウル。当初は大翔が開発していた「パワーソウル」と呼ばれるソウルが使用されていたが調整がうまく行かず、使用時にゴローダーが暴走するという難点を抱えていた。このトーコンソウルはパワーソウルのデータを元に連とボエールが改良を加え開発したものである。ゴーフォンに入れると、ゴローダーGTのように巨大化する。無数のバトルパターンをインプットしており、アクションモードでは、相手の動きを自動的に分析する。
その他
炎神の力を用いることで、人間の魂もソウルに分割することができる。劇中では、走輔と入れ替わって蛮機獣の魂が入ってしまった走輔の体を取り戻すため「走輔ソウル」が使用された。

### ゴーオンジャーの装備品
ゴーオンジャーの5人が共通で使用するアイテム。
マンタンガン
5人が使用する給油ノズル型の高トルクエネルギーガン。ベルトの右側に提げて携行する。ガンモードとロッドモードの2形態に変形し、炎神ソウルをセットすることで起動する。ガンモードでは毎秒6発の弾を発射する。ロッドモードでは、厚さ10センチメートルの鋼鉄を破砕する威力を持つ。
ガンモードでは、狙撃技のスナイパーシュート、連続発射のマシンガンシュートなどの技がある。複数人で同時発射するゴーオンキャノンボールという技もある。こちらはウイングブースターとの同時発射でさらに威力が高まる。またイエローとシルバーのみで行うフラワーキャノンボールもある。ロッドモードではジャンプしてから前方空中回転して敵を叩き付けるスピンロッドクラッシュや複数の敵を串刺しにするゴーオンスラスト、回転して攻撃するゴーオンスピン、5人が回転して突きを放つゴーオンスクリューという技がある。
ハンドルブラスター
炎神のステアリング（ハンドル）を変形させた銃型の装備で、エンジンオーG6・G9・G12それぞれの合体形態で必殺技を発動する際に専用の「ブラスターソウル」を装填し使用する。光線の発射も可能。
カンカンバー
連が開発した遮断機型の高トルクエネルギーロッド。古代炎神の強力なパワーを攻撃に生かすために開発されたもので、他の武器と異なり最大で2つの炎神ソウルをセット可能。マンタンガンと同様に2形態への変形機能を有しており、通常形態であるバー状の形態では巨大な遮断機を発生させて敵の動きを止め、セットされたティラインソウル、ケラインソウルのエネルギーを襲い掛からせるクロッシングストッパーや、同じく炎神ソウルをセットした状態で頭上に振りかざし花火を打ち上げて敵の注意を惹くクロッシングドドンパという技が使用可能である。今までの武装ではかすり傷程度だった巨大な敵にもダメージを与えられる。銃形態は、後述するカンカンマンタンガンへの連結時に用いられる。主にゴーオンレッドが使用。
カンカンマンタンガン
ティラインソウル・ケラインソウルをセットした銃形態のカンカンバーの後部に、キシャモスソウルをセットしたマンタンガンを連結させた高トルクエネルギーガン。セットした3体の炎神のオーラを直接射出するカンカンカンエクスプレスが必殺技で、通常は古代炎神のソウルが使用されるが、最終決戦ではエンジンオーを構成する3体のものが使用された。

### ゴーオンギア
ベルトのゴーオンバックルを押すことで胸のマーク部分から出現する。炎神ソウルを使用しないため、相棒の炎神がいなくても使用可能。また、合体させることにより必殺武器になるものもある。
ロードサーベル
レッド専用の道路を髣髴させるデザインの長剣で、刀身の道路状の部分には、空気抵抗を極限まで減らす計算がされている。そのため振り下ろす瞬間に超スピードとなって強力な切れ味を誇る。光のロードの上をスライディングし、切りつけるサーベルストレートという技や空中で高速回転して斬りつけるサーベルスピンクラッシュ、ロケットブースターとの合わせ技のサーベルストレート ゴーオンランデブーをもつ。
ガレージランチャー
ブルー専用の車庫のイメージを持つランチャー。中央のガレージ状の部分に蓄えられたエネルギーが、常に巨大な破壊パワーの光弾をボディ内で作り出し、発射する。光弾を連射するランチャースターターや空中で砲弾を撃ち込むジャンピングアタックという技をもつ。
レーシングバレット
イエロー専用のレースカーの形をした弾丸。前面のシルバーのバンパー部分は特に頑丈な合金で作られており、何にぶつかってもびくともしないほど丈夫。強力な小型モーターのパワーで、イエローのコントロール通りに自動で高速走行して敵を追尾する。敵の周囲を走らせ、突進攻撃を繰り返すバレットクラッシュという技をもつ。
ブリッジアックス
グリーン専用の橋の橋梁を模った大斧。切れ味抜群で大型だがとても軽量にできている。エッジ状の衝撃波を周囲に飛ばすアックスツーリングという技をもつ。
- 撮影用プロップは重量があり、ゴーオングリーンのスーツアクターを務めた竹内康博は扱いづらい武器の筆頭に挙げている。

カウルレーザー
ブラック専用の自動車の風防部の意匠が施された中型レーザーガン。狙った相手の動きやスピードを計る装置を備え、自動追尾する機能がある。命中精度にも優れている。センサー付きの光弾を連射するレーザーハイビームという技をもつ。また、マンタンガンと同時に使用することもある。

ハイウェイバスター
ロードサーベル・ガレージランチャー・レーシングバレットを合体させたETC料金所モチーフのバズーカ砲。炎神ソウルをセットして起動させ、炎神のオーラを纏ったレーシングバレットを射出する。またスピードル・バスオン・ベアールVの炎神ソウルを同時発射する1・2・3フィニッシュ（）という技をもつ。
ジャンクションライフル
ブリッジアックスとカウルレーザーを合体させたジャンクションモチーフのライフル銃。ハイウェイバスターと同様に炎神ソウルをセットし、炎神のオーラを直接射出する。ウイングブースターと同時発射するハイパーキャノンボールという技もある。
スーパーハイウェイバスター
ハイウェイバスターとジャンクションライフルを合体させた巨大バズーカ砲。炎神ソウルをセットして炎神のオーラを纏ったレーシングバレットを射出するのはハイウェイバスターと同様だが、そこにカウルレーザーのカウルによる加速がつくことで弾丸の威力は何倍にも増幅されている。

### ゴーオンウイングスの装備品
ロケットダガー
ゴーオンウイングス専用のロケット型の短剣。ゴーオンジャーのゴーオンギア同様、ベルトのバックルを押すことで胸のマーク部分から出現する。3つのスイッチの切り替えによって以下の6種類の特殊能力を発揮する。
- ミッション1（バーニングダガー） - スイッチ1。蛮機獣にもダメージを与えるほどの強力な炎を放つ。主にゴールドが使用。
- ミッション2（フリージングダガー） - スイッチ2。刀身から凍気を噴き出し、敵を凍らせる。主にシルバーが使用。
- ミッション3（ライトニングダガー） - スイッチ3。高圧電流を発生させて、雷のごとき放電攻撃を打ち出す。
- ミッション4（シャイニングダガー） - スイッチ1+3。剣から眩い光を出して敵の目を眩ませ、光のエネルギーを宿した刃で斬りつける。主に2人が同時に使用。
- ミッション5（シューティングダガー） - スイッチ2+3。強力な真空の刃で敵を切り裂く。
- ミッション6（フルパワージェットダガー） - スイッチ1+2+3。グリップ部のブースターからジェット噴射して回転しながら空中を飛び、エネルギーをフルチャージした刃で敵を斬る。

またこの他にミッション6の状態で、飛び上がり落下の勢いで相手を斬るダガーアクロバットという技をもつ。
ウイングブースター
ウイングトリガーの上部にロケットダガーを合体させたハンドガン。ハイウェイバスターなどと同様に炎神ソウルをセットすることで、炎神のオーラを直接射出するブースターフライトという技を持つ。また、エンジンオーG9（もしくはG12）の合体形態で必殺技を発動する際にはブラスターソウルを装填し使用する。また空中から2人同時に射撃するウイングスアクロバットという技をもつ。ゴーオンジャーが全員揃ってない場合にはマンタンガンとの同時攻撃を行うこともある。

### 個人技
ゴーオンドリフト
ブルーの個人技。両手足のゴーオンシリンダーを回転させ、地面をうつ伏せで疾走して突進する。
サイクルパンチ
グリーンの個人技。ゴーオンシリンダーの回転エネルギーを利用して強力なアッパーカットを放つ。

### 合体技
プリンセストリプルアタック
ゴーオンプリンセスの3人がフルパワーで突進する技。
プリンセストリプルパンチ
ゴーオンプリンセスの3人がベアールVの炎神ソウルを搭載したゴローダーGTと同時にパンチを放つ。
ゴーオン絆スペシャル
GP-FINALにて使用。スーパーハイウェイバスターとウイングブースターの同時砲撃。スーパーハイウェイバスターにはスピードルソウルを、ウイングブースターにはバスオンソウルとベアールソウルをセットする。

### その他
炎神アタッシュ
炎神キャストが収納されているケース。ゴーオンジャー用の赤いものと、ゴーオンウイングス用の黒いものの2種が存在し、前者はボンパーによって、後者はウイングトリガーの「7+8」を入力することによって各自の下へ転送される。ただし古代炎神についてはアタッシュに収納されず、キャスト単体の状態で転送される。そのため、ボンパーがギンジロー号にいない時は転送することができない。
ソウルエナジーチャージャー
炎神ソウルにエネルギーを充填するための装置。ゴーオンジャーが使用するゴーフォン用のものと、ゴーオンウイングスが使用するウイングトリガー用の2種類が存在する。
炎神投影機
炎神ソウルをセットして炎神のヴァーチャル映像を投影する装置。

### メカニック
ギンジロー号
全高 - 3.4メートル / 全幅 - 2.4メートル / 全長 - 7.8メートル
連とボンパーがキャンピングカーを改造して製作したマシン。移動手段として使用されるのはもちろん、ゴーオンジャーの生活拠点としても利用される。車内の奥はボンパーが時空を歪ませているため、見た目以上に広い。運転は主に走輔が担当する。名前の由来は早輝の実家の犬の名前から。
GP-34では、同話数のゲストで早輝の姉である早苗によって、借金返済のために中古車店に1,800万円で売られてしまうというアクシデントにも見舞われている。
ガイアークとの戦いが終わった後は軍平が所有し、車体の「GO-ONGER」の文字が「GUNぺいGER」に変えられた。
- 車内の撮影は、運転席付近では実車両を、内部ではパーマネントセットを用いている。内装にはチェッカーフラッグの意匠が取り入れられている。

ゴローダーGT
大翔とジャン・ボエールが開発した自律型の新型ゴーオンギア。正式名称は「Go roader Gear of Tokonsoul」。また爆走する正義の車輪という通り名も持つ。タイヤ型のホイールモードから本来の姿である二足歩行型のアクションモード（ロボット）への変形機構を備える。
普段は手のひらほどの小型サイズであるが、トーコンソウルをセットすることでエンジンオーなどと同クラスの巨大な姿となり、自らの意志でゴーオンジャーたちをサポート。身軽な動きで敵を翻弄する。この状態における合体技のゴローダーストライクは、エンジンオーG9（もしくはG12）が炎神のエネルギーを込めてホイールモードのゴローダーを打ち出す必殺の突進攻撃である。
また炎神ソウルをセットすることで人間と同クラスの大きさに変化。この場合はセットされた炎神によってコントロールされるが、巨大化できず、活動時間も短く、炎神もパワーを消費するため長時間の活動はできない。この状態ではゴローダーキックや、巨大戦でのゴローダーストライクに相当するゴローダーアタックが使用可能となる。

### 炎神の王
エンジンオーを始めとする以下の4体のロボに、ゴローダーGTを加え「ゴーオンオールスターズ」と呼称されることもある。いずれも合体完了時には「○○（巨人名）・チューンナップ。ゴーオン」決め技を放つ際には「もらったぜ、最終コーナー」勝利後には「チェッカーフラッグ（最初に巨人名やチーム名を言うこともある）」の掛け声を行う。炎神に関しては炎神戦隊ゴーオンジャーの登場人物#炎神を参照。
- 当初から12体合体は考慮されており、以下の4体のロボのデザインは最終合体のスタイルから逆算されており、最初から12体合体のジョイントが設けられている[44]。

#### エンジンオー
GP-01から登場。スピードル、バスオン、ベアールVの3体が炎神合体した巨大なる炎神の王。全ての能力バランスと汎用性がいい。人間のパートナーの数が揃っていなくても合体は可能。無公害エンジンと高出力モーターを併用した、ハイブリッドシステムを持つ。空力性能を高めるボディラインの効果により高速で滑走することも可能。GP-22ではガンバルオーとともに水中を泳いで移動したが、GP-49とGP-FINALでは水中でも高速移動を行えるようになった。
武器は後ろ左脚に格納されている軽くて丈夫な剣ゴーオンソードとベアールVのシャーシが変形したVシールド。
必殺技はゴーオンソードを構えて滑走しながら最高速で突進し、右から横に切り裂くゴーオングランプリ。ガンバルオー、セイクウオーとの合体技としてグランプリフェスティバルは、エンジンオーとセイクウオーがガンバルオーを神輿のように抱えた状態から3体同時に放つパンチ攻撃。
- 新機軸として、指の可動や、剣や盾が余剰パーツとならないようになっている[48]。

エンジンオーバルカ
GP-05から登場。エンジンオーが左腕を格納し、バルカを左腕として炎神武装したハイパワーパフォーマンス武装形態。
必殺技はバルカのボディを回転させ、炎神4体分のエネルギーでバルカッターを高速回転させ、敵を袈裟斬りにするバルカッタースラッシュ。
エンジンオーガンパード
GP-06から登場。エンジンオーが右腕を格納し、ガンパードを右腕として炎神武装した姿。
ターゲットをスコープで自動的に捕捉し、敵を射撃する。必殺技はガンパードガンから炎神4体分のエネルギーから精製した強化エネルギー光弾を連射するガンパードガンファイヤー。
エンジンオージェットリプター
GP-18から登場。エンジンオーが両腕を格納し、トリプターを右腕として、ジェットラスを左腕として炎神武装した姿。
トリプターのローターは高速回転させることでブーメランのように投擲して攻撃や防御などに使えるトリプターローターになる。
必殺技は左腕のジェットラスボウから、5体の炎神のエネルギーをアロー型光弾にして撃ち出すジェットリブルズアイ。
エンジンオージェットラス
GP-37から登場。エンジンオーが左腕を格納し、ジェットラスを左腕として炎神武装した姿。
ジェットラスの牙からエネルギー弾を連射するジェットラバルカンやジェットラスボウからゴーオンソードを矢のように撃ち出すゴーオンブルズアイを使用。

#### ガンバルオー
GP-07から登場。バルカ、ガンパード、キャリゲーターの3体が炎神合体したさらなる炎神の王。エンジンオー同様、こちらも全ての能力バランスと汎用性がいい。ジャイアン族であるキャリゲーターがコアであるために力に長け、両腕をバルカとガンパードが構成していることからエンジンオーバルカとエンジンオーガンパードの技も使用可能。
専用技はバルカッターを高速回転させて竜巻を起こすバルカッターストーム。
必殺技は胸のキャリゲーターのアゴを展開し、右腕→左腕→胸の噛み付きを繰り出すガンバルグランプリ。使用時にはゴーオングリーンとゴーオンブラックの「ぶっちぎるぜ、ファイナルラップ」とキャリゲーターの「剛力無制限」の掛け声が行われる。勝利後の独自の掛け声として「あ、ガンバルオーとは、俺のことだ〜」と発言することもある。
ガンバルオージェットラス
GP-38に登場。ガンバルオーが右腕であるガンパードを分離し、ジェットラスを右腕として炎神武装した形態。
必殺技はバルカッターとジェットラスの牙から連続で斬撃を繰り出すトラバルカッタースラッシュ。
ガンバルオートリプター
GP-44に登場。バルカの代わりに、トリプターを左腕として炎神武装した形態。
ガンパードガンとトリプターバタリオットの同時連射トリプガンバタリオットが使用可能。
エンジンオーG6
GP-10から登場。エンジンオーとガンバルオーがG6フォーメーション・炎神合体した最強の炎神の王。ゴーフォンに「5+6」を入力し、6体の炎神と5人の心が1つになって誕生する。エンジンオーバルカとエンジンオーガンパードの特性を併せ持ち、キャリゲーターのタイヤで機動力も向上。ジャイアン族の特性に着目した連とボンパーが炎神キャストに改造を施したことで合体可能になった。
バルカッターとガンパードガンに加え、G6キックというジャンプキックも使用。
必殺技はハンドルブラスターにブラスターソウルをセットして6体の炎神のパワーを放つG6グランプリ。各炎神の形状をした超エネルギーを炎神たちの口から放出する。
エンジンオーG9登場後は合体しなくなった。

#### セイクウオー
GP-20から登場。トリプター、ジェットラス、ジャン・ボエールといった3体のウイング族が炎神合体した空を制する天空の王。攻撃と防御は劣るものの速度がいい。ウイングトリガーに「7+8+9」を入力することにより誕生する。ウイング族同士の合体ゆえに尾翼状の脚と巨大な翼で飛行し、スピードを活かした空中戦を得意とする。
高速でスピンしながら敵に攻撃を加えるジェットリタービュランスや上空から無数のビームやミサイルを放つセイクウソニックなどの技を持つ。
必殺技はジャン・ボエールの口から出現したアロー型氷結光弾をジェットラスボウにつがえ、空中から地上の敵を打ち抜くセイクウインパルス。さらにトリプターの羽を飛ばし、ガンバルオーのガンパードガンとバルカッターでエネルギーを注入し、エンジンオーのゴーオンソードで打ち飛ばす合体技ゴーオンジャーストームがある。セイクウオーはゴーオンウイングスのみの巨人ということもあって決め手を放つ際は「決めるぜ、ホットショット」勝利後には「セイクウオー、タッチダウン」を用いる。
セイクウオーガンパード
GP-38に登場。セイクウオーが左腕であるジェットラスを分離し、ガンパードを左腕として炎神武装した姿。
必殺技はガンパードガンとトリプターバタリオットからの同時連射ガントリーガンファイヤー。
セイクウオーバルカ
GP-44に登場。トリプターの代わりに、バルカを右腕として炎神武装した姿。一撃離脱戦法が強化されている。
バルカッターからの電撃とジェットラストラホークで同時にエネルギーを放射するバルトラストラホークが使用可能。
エンジンオーG9
GP-22から登場。エンジンオーG6とセイクウオーがG9フォーメーション・炎神合体した空と大地に君臨する王。ウイングトリガーに「7+9」を入力することにより誕生する。エンジンオーG6にセイクウオーの飛行能力が加わったことで地上戦だけでなく空中戦も可能となった。
必殺技はハンドルブラスターとウイングブースターに炎神9体のパワーを集束したブラスターソウルをセットして9体の炎神を象ったエネルギーを放つG9グランプリ。G6グランプリのG9版であり、空中から放つ。
Gフォーメーション系の中では登場して次の回に必殺技が通用しないなど、苦戦や敗北が多かった。

#### キョウレツオー
GP-33から登場。キシャモス、ティライン、ケラインといった3体の古代炎神が合体した強大な列車の王。攻撃と防御はいいものの速度は劣る。高速走行を利用して発揮される攻撃運行は、デジタルATCによって各区間（各アクション）ごとに完全制御されており、確実に敵に命中する。キシャモスのコックピットにあるレバーを押し上げることで誕生。ゴーオンレッドがキシャモスのコクピットから操縦を行う。持ち前のパワーを活かした格闘戦を得意とする。他の炎神の王と異なり、炎神武装は行わない。
連続して手刀を繰り出す電車道チョップや右足から繰り出すキックキョウレツダイナバイトを使用。
必殺技はキシャモスの鼻からの氷結噴射で敵の動きを封じ、右手からの強力な爆発チョップを叩き込むキョウレツエクスプレス。
エンジンオーG12
GP-35から登場。エンジンオーG9とキョウレツオーがG12フォーメーション・炎神合体したすべてを制する究極の王。ゴーフォンに「7+12」を入力することにより誕生する。エンジンオーG9にキョウレツオーの力が加わったことで、これまでの全ての合体形態を上回る巨大な体躯と強大なパワーを発揮。G6やG9とは異なり、事前に調整を行わず、ぶっつけ本番で合体を行った。ガイアークの幹部も寄せ付けない、ずば抜けた戦闘力を見せ、全戦全勝している。その分、炎神とドライバーに対するエネルギー負荷は大きいため、安全に戦闘できるのは数分程度。
右腕を振り下ろして放ったり、逆に振り上げから放つG12パンチ、右脚を振り上げて放つG12キックを使用。
必殺技はハンドルブラスターとウイングブースターにブラスターソウルをセットして放つG12グランプリ。G12から放出された12体の炎神のパワーによってエンジンオー、ガンバルオー、セイクウオー、キョウレツオーを象った超エネルギー弾がゴーオンソード、バルカッター、トリプターローター、電車道チョップを連続で放った後、全身を炎で包んだG12自ら突撃する。上位技はG12ファイナルグランプリ。「掴むぜ、ウイニングラン」の合図で発動。炎神と正義の味方の力を結集させ、火の鳥に姿を変えて超高熱化したボディアタックを放つ。
GP-45では無人で合体し、巨大ケガレシアと戦った。

#### 炎神大将軍
かつてサムライワールドでゴーオンジャーとともに戦った巨大武者。詳細は炎神戦隊ゴーオンジャー BUNBUN!BANBAN!劇場BANG!!を参照。
石化した状態で眠りに就いていたが雷々剱と獄々丸の手によってヒューマンワールドへと運び込まれ、晴之助・照之助兄弟が持っていた刀の力によって復活を果たした。

#### スペック
| 名称                         | 全高                                      | 全幅                                        | 胸厚                              | 重量     | スピード                                        | 出力        |
| ---------------------------- | ----------------------------------------- | ------------------------------------------- | --------------------------------- | -------- | ----------------------------------------------- | ----------- |
| エンジンオー                 | 51.5 m                                    | 45.5 m                                      | 25 m                              | 2,800 t  | 730 km/h                                        | 1,200万馬力 |
| エンジンオーバルカ           | 51.5 m                                    | 47.4 m                                      | 25 m                              | 3,400 t  | 740 km/h                                        | 1450万馬力  |
| エンジンオーガンパード       | 51.5 m                                    | 49.8 m                                      | 25 m                              | 3,400 t  | 750 km/h                                        | 1450万馬力  |
| エンジンオージェットリプター | 51.5 m                                    | 48.5 m                                      | 25 m                              | 4,400 t  | 800 km/h                                        | 2,000万馬力 |
| ガンバルオー                 | 50 m                                      | 53 m                                        | 20 m                              | 3,200 t  | 650 km/h                                        | 1300万馬力  |
| エンジンオーG6               | 63 m                                      | 55.5 m                                      | 25 m                              | 6,000 t  | 760 km/h                                        | 2,500万馬力 |
| セイクウオー                 | 53 m                                      | - 40.5 m - （翼幅：77 m）                   | - 28.6 m - （翼の先まで：43.6 m） | 3,000 t  | マッハ1                                         | 1,500万馬力 |
| エンジンオーG9               | 70 m                                      | - 60.5 m - （翼幅：94.4 m）                 | - 33.8 m - （翼の先まで：54.5 m） | 9,000 t  | マッハ1.5                                       | 4,000万馬力 |
| キョウレツオー               | 55 m                                      | 36 m                                        | 46.8 m                            | 3000 t   | 600 km/h                                        | 2,000万馬力 |
| エンジンオーG12              | 93 m                                      | - 60.5 m - （翼幅：94.4 m）                 | - 44 m - （翼の先まで：53.4 m）   | 12.000 t | - 800 km/h（走行） - マッハ1（飛行）            | 6,000万馬力 |
| ゴローダーGT                 | - 28.2 m（ホイール） - 50 m（アクション） | - 10.7 m（ホイール） - 32.3 m（アクション） | 10.5 m（アクション）              | 1,200 t  | - 800 km/h（ホイール） - 650 km/h（アクション） | 500万馬力   |
| 炎神大将軍                   | 59 m                                      | 48 m                                        | 25 m                              | 3,000 t  | 750 km/h                                        | 1400万馬力  |

### 合体構成の概要
炎神合体
エンジンオー、ガンバルオー、セイクウオー、キョウレツオー、それに炎神大将軍という基本的な合体パターンと後述するG6/G9/G12フォーメーションは炎神合体と呼ばれる。
炎神武装
いくつかの炎神合体に対して、付加的に武器として機能する炎神が腕部になる合体は炎神武装と呼ばれている。
腕部側となる炎神
バルカ、ガンパード、ジェットラス、トリプターが該当。ティライン、ケラインもほぼ同様の構造を持つ。
本体側となる炎神
エンジンオーは腕部を収納することで炎神武装を行う。ガンバルオーとセイクウオーは中心となる大型炎神に最初から炎神武装と同等の両腕を持つ3体合体の構成だが、炎神武装とは呼ばれていない。彼らは腕部の炎神が離脱することで炎神武装を行う。キョウレツオーの場合は彼らに近い3体合体構成ではあるが、腕部ではなく脚部に合体する変則的な合体パターンであり、炎神武装を行う描写もない。
「テレまんがヒーローズ」に連載された劇場版の漫画版では、「種子島形態（タネガシマモード）と「忍者形態（ニンジャモード）」という形態が存在している。またこの2形態の時は「装着合体」と名乗っている。

G6/G9/G12フォーメーション
パーツとなる炎神とその搭乗者の力を集結するような合体フォーメーションであり、各部の構成はエンジンオーをベースにしている。他の炎神合体において構成の中心となっていたキャリゲーター、ジャン・ボエール、キシャモスもこの時だけは強化パーツとなる。また、このフォーメーションの時はゴーオンジャーおよびウイングスは頭部の集合コクピットに移動する。

#### 炎神合体・炎神武装 組み合わせ表
以下にテレビシリーズ劇中に登場した16種類の合体パターン（炎神合体・炎神武装）の一覧を示す。
| 炎神合体・炎神武装 組み合わせ表 | 炎神合体・炎神武装 組み合わせ表 | 炎神合体・炎神武装 組み合わせ表 | 炎神合体・炎神武装 組み合わせ表 | 炎神合体・炎神武装 組み合わせ表 | 炎神合体・炎神武装 組み合わせ表 | 炎神合体・炎神武装 組み合わせ表 | 炎神合体・炎神武装 組み合わせ表                                        | 炎神合体・炎神武装 組み合わせ表 | 炎神合体・炎神武装 組み合わせ表 |
| 名称                            | 中心部分                        | 中心部分                        | 中心部分                        | 中心部分                        | 炎神武装相当部分                | 炎神武装相当部分                | その他                                                                 | 合体数                          | コクピット                      |
| 名称                            | 上半身                          | 腹部                            | 右脚                            | 左脚                            | 右腕                            | 左腕                            | その他                                                                 | 合体数                          | コクピット                      |
| ------------------------------- | ------------------------------- | ------------------------------- | ------------------------------- | ------------------------------- | ------------------------------- | ------------------------------- | ---------------------------------------------------------------------- | ------------------------------- | ------------------------------- |
| エンジンオー                    | スピードル                      | ベアールV                       | バスオン                        | バスオン                        | -                               | -                               | -                                                                      | 3                               | 分離型                          |
| エンジンオーバルカ              | エンジンオー                    | エンジンオー                    | エンジンオー                    | エンジンオー                    | -                               | バルカ                          | -                                                                      | 4                               | 分離型                          |
| エンジンオーガンパード          | エンジンオー                    | エンジンオー                    | エンジンオー                    | エンジンオー                    | ガンパード                      | -                               | -                                                                      | 4                               | 分離型                          |
| エンジンオージェットラス        | エンジンオー                    | エンジンオー                    | エンジンオー                    | エンジンオー                    | -                               | ジェットラス                    | -                                                                      | 4                               | 分離型                          |
| エンジンオージェットリプター    | エンジンオー                    | エンジンオー                    | エンジンオー                    | エンジンオー                    | トリプター                      | ジェットラス                    | -                                                                      | 5                               | 分離型                          |
| ガンバルオー                    | キャリゲーター                  | キャリゲーター                  | キャリゲーター                  | キャリゲーター                  | ガンパード                      | バルカ                          | -                                                                      | 3                               | 分離型                          |
| ガンバルオージェットラス        | キャリゲーター                  | キャリゲーター                  | キャリゲーター                  | キャリゲーター                  | ジェットラス                    | バルカ                          | -                                                                      | 3                               | 分離型                          |
| ガンバルオートリプター          | キャリゲーター                  | キャリゲーター                  | キャリゲーター                  | キャリゲーター                  | ガンパード                      | トリプター                      | -                                                                      | 3                               | 分離型                          |
| セイクウオー                    | ジャン・ボエール                | ジャン・ボエール                | ジャン・ボエール                | ジャン・ボエール                | トリプター                      | ジェットラス                    | -                                                                      | 3                               | 分離型                          |
| セイクウオーガンパード          | ジャン・ボエール                | ジャン・ボエール                | ジャン・ボエール                | ジャン・ボエール                | トリプター                      | ガンパード                      | -                                                                      | 3                               | 分離型                          |
| セイクウオーバルカ              | ジャン・ボエール                | ジャン・ボエール                | ジャン・ボエール                | ジャン・ボエール                | バルカ                          | ジェットラス                    | -                                                                      | 3                               | 分離型                          |
| キョウレツオー                  | キシャモス                      | キシャモス                      | ティライン                      | ケライン                        | -                               | -                               | -                                                                      | 3                               | 分離型                          |
| エンジンオーG6                  | エンジンオー                    | エンジンオー                    | エンジンオー                    | エンジンオー                    | ガンパード                      | バルカ                          | キャリゲーター                                                         | 6                               | 5人集合型                       |
| エンジンオーG9                  | エンジンオー                    | エンジンオー                    | エンジンオー                    | エンジンオー                    | ガンパード トリプター           | - バルカ - ジェットラス         | - キャリゲーター - ジャン・ボエール                                    | 9                               | 7人集合型                       |
| エンジンオーG12                 | エンジンオー                    | エンジンオー                    | エンジンオー                    | エンジンオー                    | - ティライン - トリプター       | - ケライン - ジェットラス       | - キャリゲーター - バルカ - ガンパード - ジャン・ボエール - キシャモス | 12                              | 7人集合型                       |
| 炎神大将軍                      | 烈鷹                            | 月之輪                          | 獅子之進                        | 獅子之進                        | -                               | -                               | -                                                                      | 3                               | 分離型                          |

## ガイアークの装備・戦力
ヘルガイユ宮殿
ガイアークの本拠地。ヒューマンワールド侵略の前線基地として孤島に建てられ、ヨゴシマクリタインが設計、害地大臣ヨゴシュタインが建設した。宮殿のある一室で蛮機獣が製造され、無尽蔵にエネルギーを生み出す「デウス・ハグル・マギア」という永久機関がある。
蛮ドーマ（）
ヒラメキメデスによって開発されたガイアークの小型機動兵器。ヘルガイユ宮殿の各所に配備されている。飛行形態と二足歩行形態の二形態に変形が可能で、巨大戦では操縦を担当するウガッツ同様集団で動き回り、空陸両面から蛮機獣をサポートする。この蛮ドーマの大編隊は「蛮ドーマ軍」と総称される。
ヒラメキメデスの操縦する機体は蛮ドーマSPと呼ばれ、複葉機を思わせるフォルムと緑色のカラーリングが特徴であり、通常の3倍の速さで飛行するほか、3機の蛮ドーマを分離させることが可能となっている。
- デザイン画では「蛮機」という名称であった。デザインモチーフはカマドウマ。ガイアーク全体のデザインコンセプトに昆虫の要素が取り入れられていた名残の一つであり、戦車のように無骨で重厚な雰囲気を目指している。蛮ドーマSPではトノサマバッタとカマキリの意匠も加えられている。蛮ドーマと炎神の大きさの違いを解消するため、5体が合体する三葉機となった。下部中央のヒラメキメデスの機体は、トノサマバッタの緑色にして、カマキリの鎌を付けて分離した際に区別している。他の4機は逆さになった2体が変形して、ミサイルポッドと翼を構成している。

ビックリウムエナジー
キタネイダスによって開発された緑色の液体エネルギー。蛮機獣に搭載されることで、ビックリウムエナジーを活性化させて「サンギョーカクメーイ！」の掛け声とともに巨大化させる効果を持つ。これの発展版として、ヨゴシマクリタインらによって滅ぼされた3つのブレーンワールドのエネルギーが込められている、赤色の「ドッキリウム」も登場、キレイズキーとチラカソーネが使用したが、蛮機獣のようにあらかじめ搭載されておらず、その場で飲用した（巨大化の掛け声は「チョーサンギョーカクーメーイ！」）。
中には作戦や戦闘用として予め巨大化して登場している者、オイルバンキのように改造で「第2次産業革命」を起こす者や、ハッパバンキのようにビックリウムエナジーを抜かれて巨大化できなかった者もいる。ボーセキバンキの場合は、産業革命の始まりは紡績機の発達からであることに起因して「元祖産業革命」を起こし、またマホービンバンキの場合はなぜか「レオナルド・ダ・ビーンチ！」と叫んだ。また雷々剱と獄々丸のように、蛮機族以外の者でもビックリウムエナジーの効果を発揮させることは可能である（二人の巨大化時の掛け声は「フコクキョウヘーイ！」であった）。
劇薬に指定されているため、例え蛮機獣といえども、多量に摂取すると、命の危険にさらされる。
ハカリバー
ヒラメキメデスの愛刀。害地副大臣に任命された際にヨゴシュタインから授けられたものでものさしのような外見をしている。これを使用し「正三角形切り」「直角二等辺三角形切り」「ヒラメキ殺法・三平方の定理」などの多彩な技を繰り出す。
ヨゴシュピア
ヨゴシュタインの持つ巨大な槍。かなりの重量のためヨゴシュタインでないと使いこなせない。雷を発生させ攻撃する「ヨゴシュピアグラエン怒」という技をもつ。またガイアークのもつエネルギーから「ガイアークソウル」と呼ばれるソウルを作りだすこともできる。劇中ではウガッツから作った「ウガッツソウル」とケガレシアから作った「ケガレシアソウル」が登場した。
おソウジ七つ道具
キレイズキーが使用する7種類の武器。全て掃除用品を模している。
1. ウエポン1・ホウキショットガン：銃口とグリップがそれぞれ箒の形をしている散弾銃。
2. ウェポン2・ゾーキングレネード：「アンチソウルゾーキン」という雑巾状の武器に装備されている手榴弾。絞って発動させてから発射する。炎神の意識を一時的に失わせる効果がある。
3. ウェポン3・チリトリシールド：左手甲の塵取り状のパーツが広がって、塵取り型の手持ち楯となる。
4. ウェポン4・ハタキブレード：はたき型の蛮刀。相手を十文字に切り裂く「ホコリトラッシュ」、×字に切り裂く「たすき掛け」、刀を回してから切り裂く「円月斬り」といった技がある。
5. ウェポン5・メンボークナイ：綿棒の形をしたくない。
6. ウェポン6・ムゲンゴミバコ：ゴミ箱型の時空転送機。自分が入って攻撃を逃れたり、炎神巨人を吸い込んで、別の場所に転送させる。
7. ウェポン7・バケツバズーカ：銃口がバケツの形をしているバズーカ。武器の中では一番の破壊力を持つ。

これらの武器はその大半がゴーオンジャーによって破壊されたが、キレイズキー死去後はムゲンゴミバコだけが残り、ここからヨゴシマクタリンとチラカソーネが出現、そしてヨゴシマクタリンは自分が滅ぼしたサウンド・マジック・プリズム各ワールドからのエネルギーを結晶させた鉱石を転送し、自分が食べてエネルギーにしていた。
なおホウキショットガンとバケツバズーカは、『海賊戦隊ゴーカイジャー』に登場した保蛮官チラカシズキーも使用している。
- キレイズキーのデザインコンセプトだったミリタリー感のある重々しい感じに、少々レトロ感を加えてデザインされた。

デンカノボウトウ
ヨゴシマクリタインが使用する、巨大な杵状の武器。様々な超能力を発揮させることが出来、ヨゴシマクリタインはこれを使って、「必殺 強行採決」や「最終独裁宣言 ヨゴシマニフェストブレイク」という技が使える。
デウス・ハグル・マギア
巨大な歯車型の永久機関でヘルガイユ宮殿の心臓部、発生するエネルギーは蛮ドーマを大量かつ短期間に増産するほどである。ヨゴシマクリタインの設計図を元にヨゴシュタインが建造したが、彼を始めとする三大臣はその真価を発揮するには至らなかった。GP-FINALでゴーオンジャーに破壊され、ヘルガイユ宮殿は崩壊した。しかし、その反動でヨゴシマクリタインにエネルギーが逆流し、パワーアップを果たした。

## キャスト
本作品では専属のナレーションを設けず、炎神の声を担当する声優がナレーションを兼ねる。

### レギュラー
- 江角走輔 / ゴーオンレッド - 古原靖久
- 香坂連 / ゴーオンブルー - 片岡信和
- 楼山早輝 / ゴーオンイエロー - 逢沢りな
- 城範人 / ゴーオングリーン - 碓井将大
- 石原軍平 / ゴーオンブラック - 海老澤健次
- 須塔大翔 / ゴーオンゴールド[注釈 21] - 徳山秀典 (16 - 50)
- 須塔美羽 / ゴーオンシルバー[注釈 22] - 杉本有美 (16 - 50)
- ケガレシア - 及川奈央 (1 - 49)

### 声の出演
- ボンパー - 中川亜紀子
- 炎神スピードル - 浪川大輔
- 炎神バスオン - 江川央生
- 炎神ベアールV - 井上美紀
- 炎神バルカ - 保志総一朗 (3 - 47,50)
- 炎神ガンパード - 浜田賢二 (3 - 47,50)
- 炎神キャリゲーター - 津久井教生 (7 - 47,50)
- 炎神トリプター - 石川静 (15 - 48,50)
- 炎神ジェットラス - 古島清孝 (15 - 48,50)
- 炎神ジャン・ボエール - 西村知道 (19 - 48,50)
- ヨゴシュタイン (1 - 36)、ヨゴシマクリタイン (46 - 50)[注釈 23] - 梁田清之
- キタネイダス - 真殿光昭 (1 - 49)
- ヒラメキメデス - 中井和哉 (15 - 24)

### ゲスト
括弧内は出演話数。
- 母親 - 三原伊織奈 (2)
- 子供 - 秋山悠介 (2)
- 先輩レーサー - 本山哲 (2)
- アナウンサー - 手代木宇 (3)
- 大地 - 長島弘宜 (4)
- 巡査 - 中川素州 (4)
- 女子高生 - 川原真琴、広重美穂、日向夏実 (5)
- 小川征爾 - 南圭介 (6)
- 冨士東次郎 - 真夏竜 (8)
- 金倉金蔵 - 牧口元美 (11)
- 司会者 - 松澤仁晶 (11)
- 警官 - 今井靖彦、永徳 (11)
- 母親 - 松本朋子 (11)
- 子供 - 青木泰都 (11)
- ドックーゴ親分 - 菅田俊 (13)
- ぷーこりん - 小野明日香 (13)
- 藤尾万旦 - 永田耕一 (14)
- 主婦 - 松本じゅん (14)
- 学生 - 田村慶典 (14)
- ドライバー - 高橋光 (14)
- ウェイター - 三上哲 (18)
- 店員 - 辻村美弥 (18)
- ジェーン - アラ・コズミナ (20)
- 美女 - オウ・テイテイ、カンマニ・カンダスワミ、カーリン・ヤマダ (20)
- 警備員 - 市原朋彦 (21)
- 店員 - 渡部荘一郎 (23)
- 男の子 - 清水優哉 (24)
- 幼い早輝 - 菊池和澄 (24, 34)
- 幼い連 - 伊集院峻平 (25)
- 連の母 - 木原みずえ (25)
- 女性スタッフ - 渡辺真砂子 (25)
- お仙 - 木野花 (27)
- 柏木左京 - 今井朋彦 (28)
- キヨシ - 川浦正大 (28)
- ハルコ - 恒吉梨絵 (28)
- マナミ - 橋口未和 (28)
- 刑事 - 利倉徹治 (28)
- 警官 - 大林勝 (28)
- 子供 - 吉田秀太朗、佐藤勇輝 (28)
- 主婦 - 白鳥美羽 (30)
- 若者 - 戸井悠太 (31)
- 黒岩六郎 - 志水正義 (32)
- 黒岩大 - 市川理矩 (32)
- 黒岩幸 - 小西結子 (32)
- 楼山早苗 - 英玲奈 (34)
- 幼い早苗 - 荒川ちか (34)
- 焼き鳥屋のオヤジ - 岡田正典 (34)
- 中古車屋の社長 - 濱田秀 (34)
- 母親 - 森田亜紀 (37)
- 晴之助 - 山内翔平 (39 - 40)
- 昭之助 - 荒木博斗 (39 - 40)
- 青年 / 烈鷹（2役） - 半田健人 (40)
- 湯島学 - 森廉 (42)
- 先生A - 村岡弘之 (42)
- 教師A - 後藤公太 (42)
- 男子生徒A - 関根史仁 (42)
- イケメン学生 - 多賀名将也 (42)
- 学生監督 - 春日勇人 (42)
- サンタクロース - 桜金造 (43 - 44)
- 幼い走輔 - 照井宙斗 (43)
- 幼い大翔 - 江原省吾 (44)
- 幼い美羽 - 吉田愛里 (44)
- 犯人A - 甲斐将馬 (44)
- 犯人B - 清家利一 (44)
- 係員 - 喜多川務 (44)
- 須塔兄妹の祖父 - 森下明 (44)
- 座敷わらし - 大野百花 (45)
- 須塔家の執事 - 須永慶 (48)
- 浪川エンジニア[注釈 24] - 浪川大輔 (FINAL)
- 江川運転手[注釈 24] - 江川央生 (FINAL)
- 井上店長[注釈 24] - 井上美紀 (FINAL)
- 清水奈央 - 及川奈央 (FINAL)
- 浄土頭取 - 梁田清之 (FINAL)
- 美空警部補 - 真殿光昭 (FINAL)

### スーツアクター
ゴーオンブルー役は、『仮面ライダー電王』まで仮面ライダーシリーズでレギュラーを担当していた押川善文が担当し、以後スーパー戦隊シリーズでレギュラーを務めた。
- ゴーオンレッド[出典 8]、ハツデンバンキ（走輔）[64] - 福沢博文
- ゴーオンブルー[出典 9] - 押川善文
- ゴーオンイエロー[出典 10] - 人見早苗
- ゴーオングリーン[出典 11] - 竹内康博
- ゴーオンブラック[出典 12] - 今井靖彦
- ゴーオンゴールド[出典 13]、ゴーオンブラック（代役）[75] - 渡辺淳
- ゴーオンシルバー[出典 14] - 野川瑞穂
- ゴローダーGT[78] - 蜂須賀祐一
- 害地大臣ヨゴシュタイン[79][80]、ゴーオンブラック[出典 15] - 清家利一
- 害気大臣キタネイダス[79] - 日下秀昭
- 危官房長官チラカソーネ[81]、蛮機獣[81][注釈 25] - 中川素州
- 総裏大臣ヨゴシマクリタイン[84] - 岡元次郎
- 蛮機獣 - 永徳[85]
- 蛮機獣[注釈 26]、ゴーオンレッド（ハツデンバンキ）[64] - 佐藤太輔[87]
- 蛮機獣、蛮機兵ウガッツ - 伊藤教人[88]、おぐらとしひろ[89][90][注釈 27]

## スタッフ
東映側のチーフプロデューサーを日笠淳が、メインライターを武上純希がそれぞれ担当する。サブライターには宮下隼一や荒川稔久ら東映特撮の常連ライターから、香村純子（荒川と連名）、波多野都、吉本聡子といった初登場のライターも参加。メイン監督は『魔法戦隊マジレンジャー』以来3年ぶりに渡辺勝也が担当している。
キャラクターデザインには前3作までの篠原保が『仮面ライダーキバ』を担当することになったため、これに代わる新たな人材としてそれまで円谷プロダクションなど他社制作の作品を中心に活動していた酉澤安施が新たに起用された。
音楽面では、劇中音楽に連名で羽田健太郎の率いる「Healthy Wings」のメンバーとして『爆竜戦隊アバレンジャー』に参加した経験はあるものの、単独かつ女性作家としては初となる大橋恵を起用。また本作品のスタートに併せ、コロムビアミュージックエンタテインメントに所属するアニメソング歌手・作曲家による合同ユニット「Project.R」が結成され、本作品以降も主題歌・挿入歌を数多く手がけた。
- 原作 - 八手三郎
- 連載 - テレビマガジン、てれびくん
- プロデュース - 八木征志（ - GP-26）・佐々木基（GP-27 - ）（テレビ朝日） 、日笠淳・和佐野健一（東映）、矢田晃一（東映エージエンシー）
- 脚本 - 武上純希、會川昇、古怒田健志、宮下隼一、荒川稔久、香村純子、波多野都、吉本聡子
- 音楽 - 大橋恵
- 演奏 - フェイスミュージック
- 監督 - 渡辺勝也、諸田敏、竹本昇、中澤祥次郎、鈴村展弘、佛田洋、加藤弘之
- 撮影 - 松村文雄、大沢信吾、相葉実
- 美術 - 大谷和正
- キャラクターデザイン - 酉澤安施
- デザイン協力 - プレックス
- 企画協力：企画者104
- 造形 - レインボー造形企画、前澤範
- アクション監督 - 石垣広文（ジャパンアクションエンタープライズ）
- 助監督 - 加藤弘之、安養寺工、荒川史絵、永間勇、大峯靖弘
- プロデューサー補 - 郷田龍一、深田明宏
- 特撮研究所
  - 撮影 - 鈴木啓造、岡本純平
  - 照明 - 安藤和也、関沢陽介
  - 美術 - 松浦芳、長谷川俊介
  - 操演 - 船越幹雄、中山亨
  - VFXスーパーバイザー - 山本達也
- 特撮監督 - 佛田洋
- 制作 - テレビ朝日、東映、東映エージエンシー

## 音楽
主題歌CDは2008年3月31日付オリコン週間シングルチャート4位。スーパー戦隊シリーズの主題歌がベスト10内に入ったのは初めてのことである。また全挿入歌を収録した「全曲集」も、オリコンデイリーチャートでベスト10圏内に入るという快挙を達成した。
劇中で早輝・美羽・ケガレシアを加えた3人で結成されたアイドルユニットG3プリンセスは、CD発売のほか、写真集やイベントと作品の枠を超えた活動が展開された。
主題歌
オープニングテーマ「炎神戦隊ゴーオンジャー」
作詞：マイクスギヤマ / 作曲：岩崎貴文 / 編曲：Project.R（大石憲一郎、岩崎貴文） / 歌：高橋秀幸 (Project.R)
エンディングテーマ
本作品では、本編Bパート終了後CMを挟まずすぐにエンディングとミニコーナーの前半部に入り、次回予告とミニコーナーの後半はCMの後という構成が取られている。
書籍『スーパー戦隊 Official Mook 21世紀 vol.4 特捜戦隊デカレンジャー』では、本作品のエンディングをシリーズで初めてダンスを全面に押し出したものとしており、後年のエンディングダンスの原点と位置づけている。
「炎神ファーストラップ -Type Normal-」（GP-1 - 21, 26, 47 - 49）
作詞：八手三郎、マイクスギヤマ / 作曲・編曲：大石憲一郎 (Project.R) / 歌：Project.R（谷本貴義、Sister MAYO、大石憲一郎） with 炎神キッズ
スピードル、バスオン、ベアールVの3体の炎神をモチーフにしたラップナンバー。GP-01 - 08, 14, 26, 49では1番（スピードル）、GP-09 -13, 15 -17, 47は2番（バスオン）、GP-18 -21, 48は3番（ベアールV）が使用されている。また、GP-47 -49は新バージョンの映像になっている。
「炎神セカンドラップ -TURBO CUSTOM-」（GP-22, 27 - 30, 32 - 35, 46）
作詞：マイクスギヤマ / 作曲・編曲：大石憲一郎 / 歌：Project.R（高取ヒデアキ、五條真由美、谷本貴義、Sister MAYO、大石憲一郎） with 炎神キッズ
バルカ、ガンパード、キャリゲーターの3体をモチーフにしたナンバー。GP-27 - 30は1番（バルカ）、GP-32 - 35は2番（ガンパード）、GP-22, 46では3番（キャリゲーター）、を使用。なお3番はGP-22使用分はテレビテイクなのに対しGP-46使用分はフルサイズを編集したテイクが使われている。
「炎神エコラップ -Recycle Custom-」（GP-23, 24）
作詞：マイクスギヤマ / 作曲・編曲：大石憲一郎 / 歌：炎神キッズ with Project.R（谷本貴義、Sister MAYO、大石憲一郎）
エコをテーマにした「Type Normal」の替え歌バージョン。この曲のみ、Project.Rではなく炎神キッズがメインヴォーカルを担当している。
「炎神フォーメーションラップ -劇場BANG! Custom-」（GP-25）
作詞：マイクスギヤマ / 作曲・編曲：大石憲一郎 / 歌：Project.R with 炎神キッズ
劇場版のエンディングテーマ。本編では劇場版公開直後のGP-25に使用。
「G3プリンセスラップ -PRETTY LOVE☆Limited-」（GP-31）
作詞：マイクスギヤマ / 作曲・編曲：大石憲一郎 / 歌：G3プリンセス（逢沢りな、杉本有美、及川奈央）
劇中で早輝・美羽・ケガレシアの3人によって結成されたアイドルユニット「G3プリンセス」による楽曲。
「炎神サードラップ-AERO Dynamic CUSTOM-」（GP-36 - 41）
作詞：マイクスギヤマ / 作曲・編曲：大石憲一郎 / 歌：Project.R（YOFFY、岩崎貴文、高取ヒデアキ、五條真由美、谷本貴義、Sister MAYO、大石憲一郎）with 炎神キッズ
トリプター、ジェットラス、ジャン・ボエールの3体をモチーフにしたナンバー。36・37話は1番（トリプター）、38・39話は2番（ジェットラス）、40・41話は3番（ジャン・ボエール）を使用。また本曲より、ED映像もゴーオンウイングスを加えた新バージョンに刷新された。
「炎神ファイナルラップ -Type Evolution-」（GP-42 - 44）
作詞：マイクスギヤマ / 作曲・編曲：大石憲一郎 / 歌：Project.R（高橋秀幸、谷本貴義、Sister MAYO、大石憲一郎）with 炎神キッズ
古代炎神の3体をモチーフにしたナンバー。GP-42は1番（キシャモス）、GP-43は2番（ティライン）、GP-44は3番（ケライン）を使用。
「G5プリンス ラップ -BONバイエ★Limited-」（GP-45）
作詞：マイクスギヤマ / 作曲・編曲：大石憲一郎 / 歌：G5プリンス（古原靖久、片岡信和、碓井将大、海老澤健次、徳山秀典）with ボンパー（中川亜紀子）
劇中で走輔・連・範人・軍平・大翔の5人によって結成されたアイドルユニット「G5プリンス」とボンパーによる楽曲。
「炎神ウイニングラン -Type Formula-」（GP-FINAL）
作詞：マイクスギヤマ / 作曲・編曲：大石憲一郎 / 歌：Project.R（高橋秀幸、谷本貴義、Sister MAYO、高取ヒデアキ、五條真由美、YOFFY、岩崎貴文、IMAJO、大石憲一郎）with 炎神キッズ
炎神12体をモチーフにしたナンバー。最終話でも通常通りのED映像（ウイングスありの後期版）だったが、スタッフクレジットは画面下部に左流れで表示され、ラストはマスクをはずしたゴーオンジャーとゴーオンウイングスがあいさつして番組は終了した。

挿入歌

「炎神合体! エンジンオー」（GP-03・05・06・10）
作詞：マイクスギヤマ / 作曲：大橋恵 / 編曲：Project.R（大石憲一郎、大橋恵） / 歌：石原慎一
GP-10では「炎神合体！エンジンオー -Power G-MIX-」が使用された。
「BANG! BANG! ゴーオンジャー」（GP-09・11・19・38・40）
作詞：マイクスギヤマ / 作曲：古家学 / 編曲：TAKKARATTS / 歌：NoB (Project.R)
「明日もゴーオンジャー」
作詞：マイクスギヤマ / 作曲、編曲：TAKKARATTS / 歌：岩崎貴文 (Project.R)
GP-09・21・34ではインストゥルメンタル版が使用された。
『劇場版 炎神戦隊ゴーオンジャーVSゲキレンジャー』ではエンディングとして使用。
「炎神合体エンジンオー G6」（GP-12・13）
作詞：マイクスギヤマ / 作曲：浅田直 / 編曲：高木洋 / 歌：MoJo
GP-12ではインストゥルメンタル版と併用された。また、劇中使用時はサビの合いの手がカットされている。
「レッツ・ゴー音頭」
作詞：マイクスギヤマ / 作曲・編曲：鈴木盛広 / 歌：高橋秀幸 (Project.R)
「テイクオフ! ゴーオンウイングス」（GP-17・20・48）
作詞：マイクスギヤマ / 作曲：大橋恵 / 編曲：Project.R（大石憲一郎、大橋恵） / 歌：Project.R（谷本貴義、五條真由美、大石憲一郎）
GP-17ではインストゥルメンタル版と併用して使用。また、GP-42ではインストゥルメンタル版のみが使用された。
ラジオ番組「五條・谷本のANIMEX RADIO!!」のテーマ曲としても使用された。
「害悪産業革命宣言」（GP-31）
作詞：マイクスギヤマ / 作曲：IMAJO / 編曲：籠島裕昌 / 歌：IMAJO (Project.R)
「G9! チューンナップ」（GP-45）
作詞：マイクスギヤマ / 作曲：前田克樹 / 編曲：高橋カツ / 歌：宮内タカユキ
「GO! BABABANG! ゴーオンジャー」（GP-26・30）
作詞：マイクスギヤマ / 作曲・編曲：鈴木盛広 / 歌：高橋秀幸 (Project.R)
「G12! チェッカーフラッグ」（GP-35）
作詞：マイクスギヤマ / 作曲：大橋恵 / 編曲：大石憲一郎 / 歌：串田アキラ
GP-FINALではインストゥルメンタル版が使用された。

G3プリンセス・G5プリンス関連
「Smile×Smile」（GP-38）
作詞：マイクスギヤマ / 作曲：岩崎貴文 / 編曲：大石憲一郎 / 歌：楼山早輝（逢沢りな）
「夢の翼」（GP-38）
作詞：マイクスギヤマ / 作曲：谷本貴義 / 編曲：大石憲一郎 / 歌：須塔美羽（杉本有美）
「桃源郷（ユートピア）」（GP-42）
作詞：マイクスギヤマ / 作曲：YOFFY / 編曲：大石憲一郎 / 歌：ケガレシア（及川奈央）
「君とギュッと♪」（GP-45）
作詞・作曲：徳山秀典 / 編曲：MOKU / 歌：G5プリンス（古原靖久、片岡信和、碓井将大、海老澤健次、徳山秀典）
「miss you」（GP-31）
作詞・作曲：徳山秀典 / 編曲：MOKU / 歌：須塔大翔（徳山秀典）

## 評価
玩具売り上げは120億円となり、前年度の77億円から大幅に回復した。

## 設定
グリーンとブラックは一話から登場したことから基本的には初期メンバーとして扱われているものの、ストーリー展開上他の3人から少し遅れてゴーオンジャーに加入しているほか、本編終盤でも「押しかけメンバー」であるというセリフが使用されており、追加戦士の側面も持っていた。また、巨大ロボを構成する炎神や、腕と脚の装飾およびベルトといったスーツの細部デザインや変身アイテムなど、主に玩具展開に関わる部分でレッド・ブルー・イエローの3人との間に微妙な差異が設けられている。また物語中盤で登場するゴーオンウイングスは兄妹のチームであり、シリーズ初の女性の追加戦士が登場した。加入後は「7人戦隊」という構成になる。
変身のプロセスはボディにスーツが装着された後に空中に出現したマスクをかぶるメットオンという演出で、スーツとマスクが別パーツであることを明示。これにより過去の戦隊シリーズ作品と比べ、変身後のゴーオンジャーがマスクを脱いで変身前の俳優が顔出しで出演するシーンが頻繁に見られた。スーツもスーツアクター用のものとは別に俳優用のものも制作された。ゴーオンジャーとゴーオンウイングスを演じた7人はGP-FINALの戦闘パートの約半分を顔出しで演じている。

## 演出
監督の渡辺勝也は武上純希による脚本をアニメ寄りの組み立て方であったと評しており、前作とは大きく変えたいという日笠の意向があったものと推測している。
本作品ではシリーズ初となるアニメーションのアイキャッチが使用された。炎神5体によるレースで、Aパート終了後にレースが始まり、Bパート開始前に結果が分かる。GP-FINALでは全員が同時にゴールした。アイキャッチをクイズ形式とするのは日笠の提案によるものであった。
また、本作品では従来使われていた本編終了時の「つづく」などにあたるテロップは使用されていない。
近年の戦隊シリーズにおいて導入されているエンディングテーマ終了後のミニコーナーも踏襲されており、本作品ではゴーオンジャー（後にゴーオンウイングスも加わる）が番組内での疑問に答える「ゴーオンゼミナール」が放映された。前作までと異なり、質問の後にCMと次回予告を挟んで解答が明かされる2部構成となっており、一部の話数ではガイアークの三大臣や雷々剱、獄々丸がこのコーナーを乗っ取る形で「ガイアークゼミナール」「サムライゼミナール」が放映されたこともある。

## 放送日程
本作品では放送回のカウントに「GP」（グランプリ）の語句を使用しており、サブタイトルのフォーマットは全篇通して「漢字2文字+カタカナ4文字（または3文字+1文字分に収まる記号）」となっている。また、作中でのサブタイトルの表記はその回のナレーションを担当した炎神のイメージカラーになっている。
| 放送日         | 放送回（GP-） | サブタイトル  | 登場怪人                                                                                          | 脚本              | 監督       |
| -------------- | ------------- | ------------- | ------------------------------------------------------------------------------------------------- | ----------------- | ---------- |
| 2008年02月17日 | 01            | 正義ノミカタ  | - 害気目 ショウキャクバンキ（声 - 長嶝高士）                                                      | 武上純希          | 渡辺勝也   |
| 2月24日        | 02            | 無茶ナヤツラ  | - 害水目 パイプバンキ（声 - 近藤孝行）                                                            | 武上純希          | 渡辺勝也   |
| 3月02日        | 03            | 捜査ノキホン  | - 害地目 スコップバンキ（声 - 西脇保）                                                            | 武上純希          | 諸田敏     |
| 3月09日        | 04            | 炎神トラブル  | - 害水目 スプレーバンキ（声 - アントキの猪木）                                                    | 武上純希          | 諸田敏     |
| 3月16日        | 05            | 時々オカン!?  | - 害地目 ジシャクバンキ（声 - 桜井敏治） - デンジシャクバンキ                                     | 武上純希          | 竹本昇     |
| 3月23日        | 06            | 乙女ノココロ  | - 害気目 スピーカーバンキ（声 - 二又一成）                                                        | 武上純希          | 竹本昇     |
| 3月30日        | 07            | 相棒アミーゴ  | - 害水目 ボンベバンキ（声 - 平野正人）                                                            | 會川昇            | 中澤祥次郎 |
| 4月06日        | 08            | 最高ノキセキ  | - 害地目 ボーリングバンキ（声 - 今村直樹）                                                        | 會川昇            | 中澤祥次郎 |
| 4月13日        | 09            | 明日ガアルサ  | - 害気目 レンズバンキ（声 - 遠近孝一）                                                            | 武上純希          | 渡辺勝也   |
| 4月20日        | 10            | 発車オーライ  | - 害地水気スペシャル目 カガミバンキ（声 - 森田順平）                                              | 武上純希          | 渡辺勝也   |
| 4月27日        | 11            | 電波ジャック  | - 害気目 アンテナバンキ（声 - 日下秀昭）                                                          | 古怒田健志        | 竹本昇     |
| 5月04日        | 12            | 走輔バンキ!?  | - 害地目 ハツデンバンキ（声 - 檜山修之）                                                          | 宮下隼一          | 竹本昇     |
| 5月11日        | 13            | 侠気マンタン  | - 害水目 ヒキガネバンキ（声 - 内匠靖明）                                                          | 荒川稔久          | 諸田敏     |
| 5月18日        | 14            | 毎日ドキドキ  | - 害水目 カマバンキ（声 - 大木民夫）                                                              | 會川昇            | 諸田敏     |
| 5月25日        | 15            | 炎神ストール  | - 害地副大臣ヒラメキメデス - 蛮ドーマSP                                                           | 武上純希          | 中澤祥次郎 |
| 6月01日        | 16            | 名誉バンカイ  | - 害水目 オイルバンキ（声 - 武虎）                                                                | 武上純希          | 中澤祥次郎 |
| 6月08日        | 17            | 正義ノツバサ  | - 害地目 ハッパバンキ（声 - 佐藤正治）                                                            | 武上純希          | 渡辺勝也   |
| 6月15日        | 18            | 庶民ヒーロー  | - 害気目 バキュームバンキ（声 - 松野太紀）                                                        | 武上純希          | 渡辺勝也   |
| 6月22日        | 19            | 軍平ノホンネ  | - 害地目 ノコギリバンキ（声 - 五代高之）                                                          | 宮下隼一          | 諸田敏     |
| 7月06日        | 20            | 兄妹バトル!?  | - 害地目 チェーンソーバンキ（声 - 五代高之）                                                      | 香村純子 荒川稔久 | 諸田敏     |
| 7月13日        | 21            | 幼稚ナヤツラ  | - 害気目 フーセンバンキ（声 - 原一平）                                                            | 武上純希          | 鈴村展弘   |
| 7月20日        | 22            | 最後ノノゾミ  | - 害地目 ボーセキバンキ（声 - 松本梨香）                                                          | 武上純希          | 鈴村展弘   |
| 7月27日        | 23            | 暴走ヒラメキ  | - デタラメデス                                                                                    | 古怒田健志        | 渡辺勝也   |
| 8月03日        | 24            | 最初ノエガオ  | - 伐鬼 - ウラメシメデス - ヒラメキ伐鬼                                                            | 古怒田健志        | 渡辺勝也   |
| 8月10日        | 25            | 母上サヨナラ  | - 害水機士ウズマキホーテ（声 - 楠見尚己）                                                         | 會川昇            | 諸田敏     |
| 8月17日        | 26            | 恋愛カンケイ  | - 害水王子ニゴール・ゾ・アレルンブラ（声 - 野島健児）                                             | 會川昇            | 諸田敏     |
| 8月24日        | 27            | 孫娘ハント!?  | - 害気目 ダウジングバンキ（声 - エド・はるみ）                                                    | 武上純希          | 中澤祥次郎 |
| 8月31日        | 28            | 相棒グンペイ  | - 害水目 マンホールバンキ（声 - 伊藤健太郎）                                                      | 武上純希          | 中澤祥次郎 |
| 9月07日        | 29            | 大翔ヲトメロ  | - 害地目 ハンマーバンキ（声 - 北沢力）                                                            | 會川昇            | 竹本昇     |
| 9月14日        | 30            | 友情ノパンチ  | - 害水目 ストローバンキ（声 - 高戸靖広）                                                          | 會川昇            | 竹本昇     |
| 9月21日        | 31            | 歌姫デビュー  | - ロムビアコ                                                                                      | 荒川稔久          | 渡辺勝也   |
| 9月28日        | 32            | 秘宝ヲサガセ  | - 害地目 ドリルバンキ（声 - 鈴木千尋）                                                            | 武上純希          | 渡辺勝也   |
| 10月05日       | 33            | 原始エンジン  | - 害地目 ドリルバンキ（声 - 鈴木千尋）                                                            | 武上純希          | 諸田敏     |
| 10月12日       | 34            | 悪魔ナオンナ  | - 害気目 ヒーターバンキ（声 - 伊丸岡篤）（GP-34） - ホロンデルタール                              | 武上純希          | 諸田敏     |
| 10月19日       | 35            | 炎神ノキズナ  | - 害気目 ヒーターバンキ（声 - 伊丸岡篤）（GP-34） - ホロンデルタール                              | 宮下隼一          | 鈴村展弘   |
| 10月26日       | 36            | 走輔...トワニ | - 害地大臣ヨゴシュタイン                                                                          | 宮下隼一          | 鈴村展弘   |
| 11月2日        | 37            | 炎神バンキ!?  | - 害気目 エンジンバンキ（声 - 稲田徹）                                                            | 古怒田健志        | 竹本昇     |
| 11月9日        | 38            | 乙女ノホンキ  | - 害水目 シャワーバンキ（声 - 鶴ひろみ）                                                          | 武上純希          | 竹本昇     |
| 11月16日       | 39            | 郷愁ノコドモ  | - 害気目 ヤタイバンキ（声 - 坂口候一）（GP-39） - 雷々剱（声：内田直哉） - 獄々丸（声：松風雅也） | 會川昇            | 佛田洋     |
| 11月23日       | 40            | 将軍フッカツ  | - 害気目 ヤタイバンキ（声 - 坂口候一）（GP-39） - 雷々剱（声：内田直哉） - 獄々丸（声：松風雅也） | 會川昇            | 佛田洋     |
| 11月30日       | 41            | 育児ノススメ  | - ワメイクル（声 - 坂本千夏）                                                                     | 宮下隼一          | 加藤弘之   |
| 12月07日       | 42            | 学園ノヒミツ  | - 害水目 ビンバンキ（声 - 高木渉） - マホービンバンキ                                             | 武上純希          | 加藤弘之   |
| 12月14日       | 43            | 年末オソウジ  | - 掃治大臣キレイズキー（声 - 竹本英史）                                                           | 武上純希          | 渡辺勝也   |
| 12月21日       | 44            | 聖夜ヲマモレ  | - 掃治大臣キレイズキー（声 - 竹本英史）                                                           | 古怒田健志        | 渡辺勝也   |
| 2009年01月04日 | 45            | 初夢キカク!?  | - 害水大臣ケガレシア                                                                              | 波多野都          | 竹本昇     |
| 1月11日        | 46            | 家出ボンパー  | - 害気目 ダンベルバンキ（声 - 岸祐二）                                                            | 吉本聡子          | 竹本昇     |
| 1月18日        | 47            | 内閣カイゾウ  | - 危官房長官チラカソーネ（声 - 島田敏）                                                           | 武上純希          | 諸田敏     |
| 1月25日        | 48            | 正義カイサン  | - 害地水気スペシャル目 ケッテイバンキ（声 - 郷里大輔）                                            | 古怒田健志        | 諸田敏     |
| 2月01日        | 49            | 最終ケッセン  | - 害気大臣キタネイダス - 害水大臣ケガレシア                                                       | 武上純希          | 渡辺勝也   |
| 2月08日        | FINAL         | 正義ノロード  | - 総裏大臣ヨゴシマクリタイン                                                                      | 武上純希          | 渡辺勝也   |

## 他媒体展開

### 他テレビシリーズ
『爆上戦隊ブンブンジャー』
バクアゲ12（第12話）において、江角走輔 / ゴーオンレッド、スピードル、バスオン、ベアールV、エンジンオーが登場。登場人物の客演に留まらず、制作の面でも監督・脚本・スーツアクターなど、本作品当時の主要なスタッフが複数携わる形となった。

### 映画作品
『炎神戦隊ゴーオンジャー BUNBUN!BANBAN!劇場BANG!!』
2008年8月9日公開。
『劇場版 炎神戦隊ゴーオンジャーVSゲキレンジャー』
2009年1月24日公開。当初は例年通りVシネマとして制作されていたが、諸事情により急遽劇場公開された。
『侍戦隊シンケンジャーVSゴーオンジャー 銀幕BANG!!』
2010年1月30日公開。
『機界戦隊ゼンカイジャー THE MOVIE 赤い戦い! オール戦隊大集会!!』
2021年2月20日公開。『機界戦隊ゼンカイジャー』の劇場作品。ゴーオンレッドが登場。

### Vシネマ
『炎神戦隊ゴーオンジャー 10 YEARS GRANDPRIX』
2018年9月26日にBlu-rayとDVDで発売。

### Webムービー
『爆上戦隊ブンブンジャー formation lap 始末屋 オブ ギャラクシー』
2025年7月13日に東映特撮ファンクラブで配信された『爆上戦隊ブンブンジャー』のスピンオフ作品。須塔大翔 / ゴーオンゴールド、須塔美羽 / ゴーオンシルバーが登場。

### テレビアニメ
『古代王者 恐竜キング Dキッズ・アドベンチャー 翼竜伝説』
2008年4月6日放送分（第59話）のエンディングにゴーオンレッドが登場。

### オリジナルDVD
なりきりムービー
キッズフォトバンダイスタジオで撮影されている、お子様自身が作品に登場できるオリジナルストーリーDVD。『獣拳戦隊ゲキレンジャー』に続く第2弾。
なりきりムービー炎神戦隊ゴーオンジャー『SPECIAL GRANDPRIX 伝説ノヒーロー』
ショウキャクバンキが街を破壊する中、ゴーオンジャーは未来を託された少年にゴーフォンを渡す。ゴーオンジャーに変身した少年は地球の平和を守れるか!? 監督は鈴村展弘。
なりきりムービー炎神戦隊ゴーオンジャー『スペシャルグランプリダイジェスト』
ゴーオンジャーといっしょにテーマソングを踊る。

『講談社スペシャルDVD 炎神戦隊ゴーオンジャー ゼミナールだよ!全員GO-ON!』
テレビマガジン応募者全員サービスDVD。
登場蛮機獣
ココロオトメデス
ヒラメキメデスの兄。武器はハカリバーを改造したキラデコリバー。必殺技は恋のキラキラ五角形、お星様ハート斬り。
キャスト
- 江角走輔 - 古原靖久
- 香坂連 - 片岡信和
- 楼山早輝 - 逢沢りな
- 城範人 - 碓井将大
- 石原軍平 - 海老澤健次
- 炎神スピードルの声 - 浪川大輔
- ボンパー - 中川亜紀子
- ココロオトメデス - 中井和哉

スーツアクター
- 福沢博文
- 蜂須賀祐一

スタッフ
- 原作 - 八手三郎
- 脚本 - 波多野都
- 音楽 - 大橋恵
- アクション監督 - 石垣広文（ジャパンアクションエンタープライズ）
- プロデュース - 日笠淳、和佐野健一、石井大輔
- 監督 - 加藤弘之
- ビデオ制作 - 東映ビデオ
- 製作協力 - 東映
- 製作・発行 - 講談社

## 映像ソフト化
いずれも発売元は東映ビデオ。
- テレビシリーズのDVDは、2008年8月8日から2009年7月21日にかけて全12巻（各巻4話（11・12巻のみ5話）収録）がリリースされた。
- テレビシリーズの再編集版は、「HEROクラブ」より2008年5月21日から7月21日にかけて全2巻がリリースされた。

## CS放送・ネット配信
CS放送
- テレ朝チャンネル
  - 2011年5月 - 2012年4月
- 東映チャンネル
  - 2016年5月 - 10月（「スーパー戦隊ワールド」枠）

ネット配信
- 東映特撮 YouTube Official
  - 2013年10月21日 - 2014年4月13日
  - 2018年9月14日 - 2019年3月8日
  - 2023年3月5日 - 8月27日